# Suite Room Number 1
Albums de V-u-den
V-u-den Single Best 9 Vol.1 Omaketsuki
(2007)
Singles
Suite Room Number 1 ou Suiteroom Number 1 (スイートルームナンバー1) est le 1er album du groupe de J-pop V-u-den, sorti en 2005.

## Présentation
L'album, produit et majoritairement écrit par Tsunku, sort le 26 octobre 2005 au Japon sous le label Piccolo Town. Il atteint la 14e place du classement de l'Oricon. Il se vend à 13 907 exemplaires la première semaine et reste classé pendant trois semaines, pour un total de 16 386 exemplaires vendus durant cette période. Il contient onze chansons, dont les chansons-titres des cinq premiers singles du groupe sortis précédemment, et deux courtes pistes d'introduction et de conclusion. L'album est centré sur le concept d'une chambre d'hotel.
Ce disque restera le seul album original du groupe, qui ne sortira qu'un autre album deux ans plus tard : la compilation de singles V-u-den Single Best 9 Vol.1 Omaketsuki qui comprendra à nouveau les cinq chansons des singles de Suite Room, celles des singles qui suivront, et une chanson inédite.
Interprètes
- Rika Ishikawa
- Erika Miyoshi
- Yui Okada

## Liste des titres
| 1.  | Check-in (チェックイン) (introduction)             | (bruitages)                                    | 0:50 |
| 2.  | Kacchoii ze! Japan (カッチョイイゼ! JAPAN)         | Tsunku / Tsunku / Hideyuki "Daichi" Suzuki     | 4:11 |
| 3.  | Ai ~Suite Room~ (愛 ~スイートルーム~)              | Tsunku / Tsunku / Shoichiro Hirata             | 4:13 |
| 4.  | Ajisai Ai Ai Monogatari (紫陽花アイ愛物語)         | Sutoku Tsunoda, Miyu Saito / Tsunoda / Tsunoda | 4:25 |
| 5.  | Koi no Nukegara (恋のヌケガラ)                     | Reiko Yukawa / Hatake / Hideyuki Suzuki        | 3:59 |
| 6.  | Tea Break                                          | Tsunku / Tsunku / Suzuki "Daichi" Hideyuki     | 4:30 |
| 7.  | Hitorijime (ひとりじめ)                            | Yoshiko Miura / Tsunku / Shoichiro Hirata      | 4:37 |
| 8.  | Kurakura Dinner Time (クラクラ ディナータイム)     | Tsunku / Tsunku / AKIRA                        | 4:52 |
| 9.  | Kurenai no Kisetsu (クレナイの季節)                | Tsunku / Tsunku / Jun Abe, Shoichiro Hirata    | 4:28 |
| 10. | Kuchibiru Kara Ai wo Chôdai (唇から愛をちょうだい) | Tsunku / Tsunku / Nao Tanaka                   | 4:08 |
| 11. | Pajama na Jikan (パジャマな時間)                   | Tsunku / Tsunku / Yuichi Takahashi             | 5:14 |
| 12. | Magokoro no Michi (まごころの道)                   | Tsunku / Tsunku / Shunsuke Suzuki              | 4:08 |
| 13. | Check-out (チェックアウト) (conclusion)            | (bruitages)                                    | 1:02 |